# 멀리사 에더리지
멀리사 에더리지(영어: Melissa Etheridge 멀리사 에서리지[*], 영어 발음: /ˈɛθərɪdʒ/, 1961년 5월 29일 ~ )는 미국의 싱어송라이터, 기타리스트, 사회운동가이다. 2007년도에 "I Need to Wake Up" 이란 곡으로 아카데미상을 수상했다.

## 음반
- Melissa Etheridge (1988)
- Brave and Crazy (1989)
- Never Enough (1992)
- Yes I Am (1993)
- Your Little Secret (1995)
- Breakdown (1999)
- Skin (2001)
- Lucky (2004)
- The Awakening (2007)
- A New Thought For Christmas (2008)
- Fearless Love (2010)
- 4th Street Feeling (2012)
- This Is M.E. (2014)
- MEmphis Rock and Soul (2016)
- The Medicine Show (2019)